# Grande Prêmio dos Estados Unidos de 2002
Resultados do Grande Prêmio dos Estados Unidos de Fórmula 1 realizado em Indianapolis em 29 de setembro de 2002. Décima sexta etapa temporada, foi vencido pelo brasileiro Rubens Barrichello, que subiu ao pódio junto a Michael Schumacher numa dobradinha da Ferrari, com David Coulthard em terceiro pela McLaren-Mercedes.

## Resumo
- Nesta corrida, Michael Schumacher devolveu a Rubens Barrichello a "gentileza" do Grande Prêmio da Áustria, na qual o brasileiro havia deixado o alemão passar a metros da bandeirada. O piloto brasileiro cruzou a linha com apenas onze centésimos de vantagem para o companheiro de equipe.
- Primeira vitória de um brasileiro nos Estados Unidos desde 1991, quando Ayrton Senna venceu a prova quando ainda era disputada em Phoenix.
- Novo recorde em diferença de vantagem pro segundo colocado desde o Grande Prêmio da Espanha de 1986.

## Classificação
| Pos.   | Nº | Piloto                | Equipe           | Volta mais rápida | Diferença |
| ------ | -- | --------------------- | ---------------- | ----------------- | --------- |
| 1      | 1  | Michael Schumacher    | Ferrari          | 1:10.790          | —         |
| 2      | 2  | Rubens Barrichello    | Ferrari          | 1:11.058          | + 0.268   |
| 3      | 3  | David Coulthard       | McLaren-Mercedes | 1:11.413          | + 0.623   |
| 4      | 6  | Juan Pablo Montoya    | Williams-BMW     | 1:11.414          | + 0.624   |
| 5      | 5  | Ralf Schumacher       | Williams-BMW     | 1:11.587          | + 0.797   |
| 6      | 4  | Kimi Räikkönen        | McLaren-Mercedes | 1:11.633          | + 0.843   |
| 7      | 11 | Jacques Villeneuve    | BAR-Honda        | 1:11.738          | + 0.948   |
| 8      | 14 | Jarno Trulli          | Renault          | 1:11.888          | + 1.098   |
| 9      | 9  | Giancarlo Fisichella  | Jordan-Honda     | 1:11.902          | + 1.112   |
| 10     | 7  | Nick Heidfeld         | Sauber-Petronas  | 1:11.953          | + 1.163   |
| 11     | 8  | Heinz-Harald Frentzen | Sauber-Petronas  | 1:12.083          | + 1.293   |
| 12     | 12 | Olivier Panis         | BAR-Honda        | 1:12.161          | + 1.371   |
| 13     | 16 | Eddie Irvine          | Jaguar-Cosworth  | 1:12.282          | + 1.492   |
| 14     | 15 | Jenson Button         | Renault          | 1:12.401          | + 1.611   |
| 15     | 10 | Takuma Sato           | Jordan-Honda     | 1:12.647          | + 1.857   |
| 16     | 25 | Allan McNish          | Toyota           | 1:12.723          | + 1.933   |
| 17     | 17 | Pedro de La Rosa      | Jaguar-Cosworth  | 1:12.739          | + 1.949   |
| 18     | 23 | Mark Webber           | Minardi-Asiatech | 1:13.128          | + 2.338   |
| 19     | 24 | Mika Salo             | Toyota           | 1:13.213          | + 2.423   |
| 20     | 22 | Alex Yoong            | Minardi-Asiatech | 1:13.809          | + 3.019   |
| Fonte: |    |                       |                  |                   |           |

## Corrida
| Pos.   | Nº | Piloto                | Construtor       | Voltas | Tempo/Diferença     | Grid | Pontos |
| ------ | -- | --------------------- | ---------------- | ------ | ------------------- | ---- | ------ |
| 1      | 2  | Rubens Barrichello    | Ferrari          | 73     | 1:31:07.934         | 2    | 10     |
| 2      | 1  | Michael Schumacher    | Ferrari          | 73     | + 0.011             | 1    | 6      |
| 3      | 3  | David Coulthard       | McLaren-Mercedes | 73     | + 7.799             | 3    | 4      |
| 4      | 6  | Juan Pablo Montoya    | Williams-BMW     | 73     | + 9.911             | 4    | 3      |
| 5      | 14 | Jarno Trulli          | Renault          | 73     | + 56.847            | 8    | 2      |
| 6      | 11 | Jacques Villeneuve    | BAR-Honda        | 73     | + 58.211            | 7    | 1      |
| 7      | 9  | Giancarlo Fisichella  | Jordan-Honda     | 72     | + 1 volta           | 9    |        |
| 8      | 15 | Jenson Button         | Renault          | 72     | + 1 volta           | 14   |        |
| 9      | 7  | Nick Heidfeld         | Sauber-Petronas  | 72     | + 1 volta           | 10   |        |
| 10     | 16 | Eddie Irvine          | Jaguar-Cosworth  | 72     | + 1 volta           | 13   |        |
| 11     | 10 | Takuma Sato           | Jordan-Honda     | 72     | + 1 volta           | 15   |        |
| 12     | 12 | Olivier Panis         | BAR-Honda        | 72     | + 1 volta           | 12   |        |
| 13     | 8  | Heinz-Harald Frentzen | Sauber-Petronas  | 71     | + 2 voltas          | 11   |        |
| 14     | 24 | Mika Salo             | Toyota           | 71     | + 2 voltas          | 19   |        |
| 15     | 25 | Allan McNish          | Toyota           | 71     | + 2 voltas          | 16   |        |
| 16     | 5  | Ralf Schumacher       | Williams-BMW     | 71     | + 2 voltas          | 5    |        |
| Ret    | 4  | Kimi Räikkönen        | McLaren-Mercedes | 50     | Motor               | 6    |        |
| Ret    | 22 | Alex Yoong            | Minardi-Asiatech | 46     | Motor               | 20   |        |
| Ret    | 23 | Mark Webber           | Minardi-Asiatech | 38     | Problema na direção | 18   |        |
| Ret    | 17 | Pedro de La Rosa      | Jaguar-Cosworth  | 27     | Transmissão         | 17   |        |
| Fonte: |    |                       |                  |        |                     |      |        |

## Tabela do campeonato após a corrida
| Pos.   | Piloto             | Pontos |
| ------ | ------------------ | ------ |
| 1      | Michael Schumacher | 134    |
| 2      | Rubens Barrichello | 71     |
| 3      | Juan Pablo Montoya | 47     |
| 4      | Ralf Schumacher    | 42     |
| 5      | David Coulthard    | 41     |
| Fonte: |                    |        |

| Pos.   | Equipe           | Pontos |
| ------ | ---------------- | ------ |
| 1      | Ferrari          | 205    |
| 2      | Williams-BMW     | 89     |
| 3      | McLaren-Mercedes | 61     |
| 4      | Renault          | 22     |
| 5      | Sauber-Petronas  | 11     |
| Fonte: |                  |        |

- Nota: Somente as primeiras cinco posições estão listadas e os campeões da temporada surgem grafados em negrito.